# Kafue (rzeka)
Kafue – rzeka w Zambii i Demokratycznej Republice Konga o długości ok. 1000 km. Dopływ Zambezi. W jej dorzeczu położony jest Park Narodowy Kafue. Przepływa przez zbiornik Kafue Reservoir.